# Lech Poznań (koszykówka)
Lech Poznań – sekcja koszykówki polskiego klubu Lech Poznań działająca do 1997 roku. Lech Poznań był jedenastokrotnym mistrzem Polski w koszykówce mężczyzn, siedmiokrotnym wicemistrzem Polski oraz brązowym medalistą Mistrzostw Polski. W 1989 roku awansował do grona ośmiu najlepszych klubów Europy, w którym znalazły się takie zespoły jak: Maccabi Tel Aviw, Olimpia Mediolan, FC Barcelona, czy Jugoplastika Split. Ostatnim sukcesem sekcji był brązowy medal w sezonie 1993/1994, a w sezonie 1996/1997 klub rozegrał jako 10,5 Basket Club Poznań ostatni sezon w ekstraklasie, zaś latem 1997 roku z powodu problemów finansowych i organizacyjnych klub został wycofany z rozgrywek.

## Sukcesy

### Seniorzy
- Mistrzostwa Polski:
  -  Mistrzostwo (11): 1935, 1939, 1946, 1948/1949, 1950/1951, 1954/1955, 1957/1958, 1982/1983, 1983/1984, 1988/1989, 1989/1990
  -  Wicemistrzostwo (7): 1937, 1947/1948, 1949/1950, 1960/1961, 1981/1982, 1984/1985, 1990/1991
  -  Trzecie miejsce (8): 1934, 1938, 1947, 1955/1956, 1958/1959, 1986/1987, 1987/1988, 1993/1994
- Puchar Polski:
  - : 1936, 1954, 1955, 1984
  - : 1970, 1975, 1977
- Puchar Europy Mistrzów Krajowych:
  - Półfinał Pucharu Europy Mistrzów Krajowych: 1958/1959
  - Ćwierćfinał Pucharu Europy Mistrzów Krajowych: 1989/1990

### Juniorzy
- Mistrzostwa Polski juniorów
  -  Mistrzostwo: 1952, 1966, 1983, 1991
  -  Wicemistrzostwo: 1960, 1964
  -  Trzecie miejsce: 1993

## Sezony
Wyniki ze wszystkich sezonów Lecha Poznań
- 1930: Powstanie sekcji koszykarskiej
- 1931:?. miejsce w Klasie A
- 1932:?. miejsce w Klasie A
- 1933:?. miejsce w Klasie A
- 1934: 3. miejsce
- 1935: Mistrzostwo Polski
- 1936: Rozgrywki o MP nie odbyły się,  Puchar Polski
- 1937: 2. miejsce
- 1938: 3. miejsce
- 1939: Mistrzostwo Polski
- 1940-45: Rozgrywki zawieszone z powodu II wojny światowej
- 1946: Mistrzostwo Polski
- 1947: 3. miejsce
- 1947/1948: 2. miejsce
- 1948/1949: Mistrzostwo Polski
- 1949/1950: 2. miejsce
- 1950/1951: Mistrzostwo Polski
- 1951/1952: 10. miejsce
- 1952/1953: 5. miejsce
- 1953/1954: 7. miejsce,  Puchar Polski
- 1954/1955:  Mistrzostwo Polski,  Puchar Polski
- 1955/1956:  3. miejsce
- 1956/1957: 5. miejsce
- 1957/1958:  Mistrzostwo Polski
- 1958/1959:  3. miejsce
- 1959/1960: 5. miejsce
- 1960/1961:  2. miejsce
- 1961/1962: 5. miejsce
- 1962/1963: 9. miejsce
- 1963/1964: 9. miejsce
- 1964/1965: 5. miejsce
- 1965/1966: 9. miejsce
- 1966/1967: 8. miejsce
- 1967/1968: 6. miejsce
- 1968/1969: 8. miejsce
- 1969/1970: 5. miejsce,  finał Pucharu Polski
- 1970/1971: 6. miejsce
- 1971/1972: 5. miejsce
- 1972/1973: 5. miejsce
- 1973/1974: 6. miejsce
- 1974/1975: 6. miejsce,  finał Pucharu Polski
- 1975/1976: 6. miejsce
- 1976/1977: 6. miejsce,  finał Pucharu Polski
- 1977/1978: 5. miejsce
- 1978/1979: 4. miejsce
- 1979/1980: 9. miejsce w I lidze (spadek)
- 1980/1981: 1. miejsce w II lidze (awans)
- 1981/1982:  2. miejsce
- 1982/1983:  Mistrzostwo Polski
- 1983/1984:  Mistrzostwo Polski,  Puchar Polski
- 1984/1985:  2. miejsce
- 1985/1986: 4. miejsce
- 1986/1987:  3. miejsce
- 1987/1988:  3. miejsce
- 1988/1989:  Mistrzostwo Polski
- 1989/1990:  Mistrzostwo Polski
- 1990/1991:  2. miejsce
- 1991/1992: 4. miejsce
- 1992/1993: 5. miejsce
- 1993/1994:  3. miejsce
- 1994/1995: 8. miejsce
- 1995/1996: 8. miejsce
- 1996/1997: 11. miejsce w I lidze (wycofanie z rozgrywek)

## Europejskie puchary
| Sezon   | Rozgrywki                   | Runda | Przeciwnik              | Dom    | Wyjazd | Ogólnie    |
| ------- | --------------------------- | ----- | ----------------------- | ------ | ------ | ---------- |
| 1958/59 | FIBA European Champions Cup | 1R    | BBC Etzella Ettelbruck  | 2-0    | 2-0    | 4-0 (wo)   |
| 1958/59 | FIBA European Champions Cup | 2R    | Spartak ZJŠ Brno        | 87-63  | 68-85  | 155-148    |
| 1958/59 | FIBA European Champions Cup | QF    | Antwerpse B.C.          | 105-61 | 89-80  | 194-141    |
| 1958/59 | FIBA European Champions Cup | SF    | ASK Riga                | 84-76  | 69-90  | 153-166    |
| 1984/85 | FIBA European Champions Cup | 1R    | Panathinaikos Ateny     | 86-83  | 87-96  | 173-179    |
| 1989/90 | FIBA European Champions Cup | 1R    | Eczacıbaşı S.K.         | 85-71  | 100-61 | 185-140    |
| 1989/90 | FIBA European Champions Cup | 2R    | Stroitiel Kijów         | 101-84 | 88-104 | 189-188    |
| 1989/90 | FIBA European Champions Cup | QF    | FC Barcelona            | 81-113 | 73-125 | 8. miejsce |
| 1989/90 | FIBA European Champions Cup | QF    | KK Jugoplastika Split   | 73-120 | 74-98  | 8. miejsce |
| 1989/90 | FIBA European Champions Cup | QF    | CSP Limoges             | 91-118 | 90-115 | 8. miejsce |
| 1989/90 | FIBA European Champions Cup | QF    | AS Aris Saloniki        | 78-103 | 92-116 | 8. miejsce |
| 1989/90 | FIBA European Champions Cup | QF    | Olimpia Mediolan        | 92-104 | 82-99  | 8. miejsce |
| 1989/90 | FIBA European Champions Cup | QF    | Maccabi Tel Aviv        | 73-86  | 81-93  | 8. miejsce |
| 1989/90 | FIBA European Champions Cup | QF    | BV Commodore Den Helder | 96-111 | 71-83  | 8. miejsce |
| 1991/92 | FIBA European Cup           | 1R    | Budapesti Honvéd SE     | 81-92  | 69-84  | 150-176    |
| 1992/93 | FIBA Korać Cup              | 2R    | Alba Berlin             | 72-70  | 60-64  | 132-134    |
| 1993/94 | FIBA Korać Cup              | 2R    | VEF Rīga                | 87-74  | 85-91  | 172-165    |
| 1993/94 | FIBA Korać Cup              | 3R    | Olympique Antibes       | 93-104 | 61-118 | 154-222    |

## Nagrody i wyróżnienia
| MVP sezonu - Eugeniusz Kijewski (1979, 1982, 1986) - Jarosław Jechorek (1990) | I skład PLK - Eugeniusz Kijewski (1979, 1980, 1982, 1983, 1984, 1986, 1987, 1988, 1989, 1990) - Zbigniew Bogucki (1982) - Jarosław Jechorek (1983, 1989, 1990) - Tomasz Torgowski (1990) |

| Uczestnicy meczu gwiazd - Jarosław Marcinkowski (1994) - Tomasz Jankowski (1994) - Gintaras Bačanskas (1994) - Ronnie Battle (1995, 1996) - Dariusz Kondraciuk (1995) - Keith Hughes (1996) - Adrian Małecki (1996) | Uczestnicy konkursu wsadów PLK - Keith Hughes (1996) | Uczestnicy konkursu rzutów za 3 punkty PLK - Dariusz Kondraciuk (1995) - Ronnie Battle (1995, 1996) |

## Sekcja koszykówki kobiet

### Seniorki
- Mistrzostwa Polski:
  -  Mistrzostwo: 1957
  -  Wicemistrzostwo: 1955, 1956, 1990
  -  Trzecie miejsce: 1958, 1971, 1972, 1973, 1984

### Juniorki
- Mistrzostwa Polski juniorek
  -  Mistrzostwo: 1955, 1956, 1962, 1994
  -  Wicemistrzostwo: 1963
  -  Trzecie miejsce: 1993

## Następcy Lecha
W 1998 do ówczesnej II ligi awansował Wielkopolanin Poznań. Stowarzyszenie to w sezonie 1996/1997 odpowiadało za ekstraklasową drużynę Kolejorza. Po wycofaniu z rozgrywek 10,5 Basket Club Poznań, część zawodników przeszła do drugoligowej drużyny. Na bazie stowarzyszenia Wielkopolanin Poznań powstał Koszykarski Klub Sportowy Poznań SSA, który później występował pod różnymi nazwami sponsorów (Black Jack, Alpen Gold). W 2002 drużyna ta przeszła pod patronat Młodzieżowego Klubu Koszykówki Pyry Poznań, w sezonie 2007/2008 klub znalazł się pod patronatem Politechniki Poznańskiej, występując pod nazwą Klub Koszykówki Politechnika Poznańska. W sezonie 2008/2009 zespół prowadzony przez byłego zawodnika i trenera Lecha Eugeniusza Kijewskiego otrzymał dziką kartę na grę w ekstraklasie. Skorzystał z niej i rozpoczął grę w lidze pod nazwą PBG Basket Poznań. Drużyna występowała w PLK do lipca 2012, kiedy klub został wycofany w związku z bankructwem właściciela klubu, firmy PBG.

### Udział w rozgrywkach ligowych[5]
Poziom rozgrywek (legenda):
     pierwszy
     drugi
     trzeci
| Sezon     | Rozgrywki ligowe | Rozgrywki ligowe | Rozgrywki ligowe | Rozgrywki ligowe | Uwagi                                              | Uwagi                          |
| Sezon     | Liga             | Liga             | Miejsce          | Mecze            | Uwagi                                              | Uwagi                          |
| --------- | ---------------- | ---------------- | ---------------- | ---------------- | -------------------------------------------------- | ------------------------------ |
| 1997/1998 | III              | II liga          | 3/4              | 3                | jako Wielkopolanin Poznań                          | jako Wielkopolanin Poznań      |
| 1998/1999 | II               | I liga           | 5/16             | 32               | jako Black Jack Poznań                             | jako Black Jack Poznań         |
| 1999/2000 | II               | I liga           | 6/16             | 33               | jako Alpen Gold Poznań                             | jako Alpen Gold Poznań         |
| 2000/2001 | II               | I liga           | 3/16             | 38               | jako Alpen Gold Poznań                             | jako Alpen Gold Poznań         |
| 2001/2002 | II               | I liga           | 14/15            | 32               | jako KKS Poznań                                    | jako KKS Poznań                |
| 2002/2003 | III              | II liga          | 5/8              | 24               | jako KKS Onyks Pyra Poznań                         | jako KKS Onyks Pyra Poznań     |
| 2003/2004 | III              | II liga          | 2/15             | 38               | jako KKS Poznań                                    | jako KKS Poznań                |
| 2004/2005 | II               | I liga           | 13/16            | 42               | jako MKK Pyra Poznań                               | jako MKK Pyra Poznań           |
| 2005/2006 | II               | I liga           | 13/16            | 37               | jako MKK Pyra Poznań                               | jako MKK Pyra Poznań           |
| 2006/2007 | II               | I liga           | 13/14            | 31               | jako KK Politechnika Poznańska                     | jako KK Politechnika Poznańska |
| 2007/2008 | II               | I liga           | 5/16             | 35               | Wykupienie dzikiej karty do PLK.                   | jako KK Politechnika Poznańska |
| 2008/2009 | I                | PLK              | 12/14            | 28               | jako PBG Basket Poznań                             | jako PBG Basket Poznań         |
| 2009/2010 | I                | PLK              | 10/14            | 28               | jako PBG Basket Poznań                             | jako PBG Basket Poznań         |
| 2010/2011 | I                | PLK              | 7/12             | 27               | jako PBG Basket Poznań                             | jako PBG Basket Poznań         |
| 2011/2012 | I                | PLK              | 12/14            | 38               | Wycofanie się z PLK po zakończeniu sezonu.         | jako PBG Basket Poznań         |
| 2012/2013 | III              | II liga          | 10/10            | 18               | Start na bazie drużyny rezerw poprzedniego sezonu. | jako Basket Junior Suchy Las   |
| 2013/2014 | III              | II liga          | 9/12             | 26               | jako Basket Junior Suchy Las                       | jako Basket Junior Suchy Las   |
| 2014/2015 | III              | II liga          | 6/22             |                  | Wykupienie dzikiej karty do I ligi.                | jako Biofarm Basket Suchy Las  |
| 2015/2016 | II               | I liga           | 12/16            |                  | jako Biofarm Basket Poznań                         | jako Biofarm Basket Poznań     |
| 2016/2017 | II               | I liga           | 8/16             |                  | jako Biofarm Basket Poznań                         | jako Biofarm Basket Poznań     |
| 2017/2018 | II               | I liga           | 8/17             |                  | jako Biofarm Basket Poznań                         | jako Biofarm Basket Poznań     |
| 2018/2019 | II               | I liga           | 8/17             |                  | jako Biofarm Basket Poznań                         | jako Biofarm Basket Poznań     |